# Chapitre 7
Albums de MC Solaar
Mach 6
(2003) Géopoétique
(2017)
Chapitre 7 est le septième album de MC Solaar, sorti le 18 juin 2007.
Le premier single est Da Vinci Claude suivi par Clic Clic et Carpe Diem. 59 000 ventes pour les six premières semaines de classement et 150 000 exemplaires en cinq mois (double disque d'or). 
L'album remporte les Victoires de la musique 2008 dans la catégorie « Album de musiques urbaines de l'année ».
Deux titres bonus existent : l'Intreau en version longue et Fais du sport[réf. nécessaire].

## Titres
1. IntrEau
2. Carpe Diem
3. Paris-Samba
4. Clic clic
5. Da Vinci Claude
6. In god we trust
7. Coup d'œil dans le métro
8. Si on t'demande (feat. Bambi Cruz)
9. Au clair de la lune
10. Non merci
11. Sous les palmiers (feat. Black Jack)
12. Mollah Solaar (Remix)
13. L'Auberge du Bouleau Blanc
14. Ben oui ! (feat. Issara)
15. Avec les loups
16. Merci
17. Impact avec le diable
18. Outro

## Meilleur classement
- France : #5[1]